# Soko (ort i Bosnien och Hercegovina)
Soko är en ort i Bosnien och Hercegovina.   Den ligger i entiteten Federationen Bosnien och Hercegovina, i den centrala delen av landet, 100 km norr om huvudstaden Sarajevo. Soko ligger 368 meter över havet och antalet invånare är 1 889.
Terrängen runt Soko är lite kuperad. Runt Soko är det ganska tätbefolkat, med 93 invånare per kvadratkilometer.. Närmaste större samhälle är Gračanica, 5,1 km sydväst om Soko. 
Trakten runt Soko består till största delen av jordbruksmark.